# 1954년 아시안 게임 필리핀 선수단
 필리핀은 1954년 5월 1일부터 5월 9일까지 필리핀 마닐라에서 열린 아시안 게임에 참가했다.